# Рунич, Дмитрий Павлович
Дмитрий Павлович Ру́нич (1778—1860) — российский государственный служащий, попечитель Санкт-Петербургского учебного округа, учинивший в 1821 году «разгром» новооснованного Санкт-Петербургского университета.

## Биография
Сын владимирского губернатора Павла Степановича Рунича, по матери — правнук И. И. Бутурлина и П. П. Сумарокова. В молодости состоял чиновником особых поручений при своём отце, вольнодумствовал, переводил сочинения Дидро, участвовал в войнах с Наполеоном, в 1812—1816 годах был почт-директором в Москве. При покровительстве Лабзина вступил в масонство, принимал живое участие в работе Российского библейского общества.
В 1806 г. женился на Екатерине Ивановне Ефимович (ум. 1863), дочери действительного статского советника, внучатой племяннице первого министра Н. И. Салтыкова. Этот брак много сделал для продвижения карьеры Рунича. С 1814 года владел под Москвой селом Усово.
В 1819—1826 годах — член Главного правления училищ министерства просвещения, в 1821—1826 — попечитель Санкт-Петербургского университета и Санкт-Петербургского учебного округа.
Наряду с М. Л. Магницким заслужил репутацию одной из самых одиозных фигур министерства просвещения в период, когда им заведовал князь А. Н. Голицын (1816—1824). В качестве члена Главного правления училищ обличал кантианство, шеллингианство и «другие бесконечные бредни, не имеющие окончания с тех пор, как человеческая философия хочет все привести к человеческому разуму». Настаивал на клерикализации высшего образования, из-за чего в советской литературе именовался не иначе как «воинствующим мракобесом» и «гасителем просвещения».
В 1821 году в результате проведённой Руничем проверки Санкт-Петербургского университета оттуда было уволено 12 профессоров, среди которых А. П. Куницын и А. И. Галич (любимые учителя Пушкина). В лекциях Куницына, Галича, Раупаха, К. Ф. Германа и К. И. Арсеньева Рунич усмотрел «противохристианскую проповедь» и принципы, вредные для монархической власти. Рунич добился запрещения книги А. П. Куницына «Право естественное» (1818—1820) и суда над К. Ф. Германом и К. И. Арсеньевым. Ректор университета М. А. Балугьянский пытался защитить преподавательский состав от надуманных обвинений в атеизме, в результате чего при поддержке единомышленника Голицына Д. А. Кавелина был смещён с должности.
После увольнения Голицына из министерства просвещения и смерти императора Александра I положение Рунича стало шатким. Запутавшись в денежных делах университета, он в 1826 году был отдан под суд, с увольнением от государственной службы.
Похоронен на Волковском православном кладбище. Могила утрачена.

## Публикации
По делам масонства Рунич состоял в переписке с Новиковым, Лопухиным, Лабзиным, Ключарёвым, В. Поповым и Козодавлевым; эта переписка, напечатанная в «Русском архиве» за 1870—1871 гг., представляет собой интересный источник по истории масонства в России.
Образчиком обскурантистских взглядов Рунича служит его «Представление министру народного просвещения князю Голицыну о C.-Петербургском университете за 1821—1822 гг.», напечатанное в «Древней и Новой России» за 1880 год (том III).
Д. П. Рунич является автором мемуаров о правлении Александра I. «Записки», охватывающие период 1797—1825 годов, опубликованы в «Русском Обозрении» (1890 г., № 8—10).